# Parlamentarismo às avessas

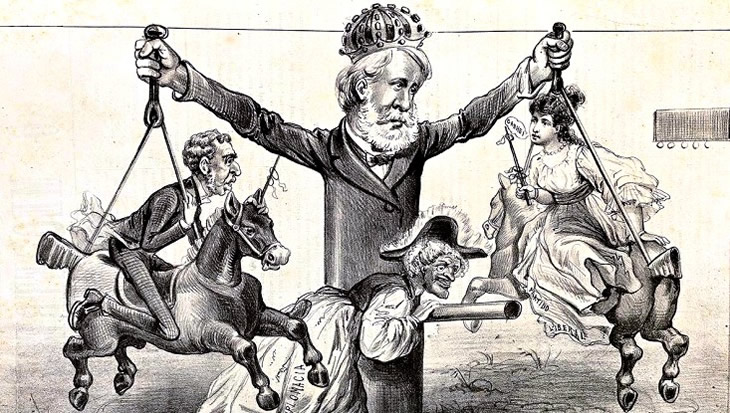
Charge representando a alternância partidária no Império durante o Segundo Reinado, em que os principais partidos aparecem em um carrossel formado por D. Pedro II.

O chamado parlamentarismo às avessas foi o sistema político vigente no Império do Brasil durante o Segundo Reinado. Esse sistema alternava na chefia do Poder Executivo os partidos Conservador e Liberal, baseados na escolha do Poder Moderador.
Em 1847, através do Decreto nº 523, foi criado o cargo de Presidente do Conselho de Ministros (Primeiro-Ministro), que passou a chefiar o Poder Executivo e a organizar o gabinete do governo. Assim, o Imperador deixou de nomear todos os ministros, passando a nomear apenas o Presidente do Conselho, que, por sua vez, escolhia os demais membros de seu ministério, de acordo com o parlamento, retirando um elemento de desgaste político do monarca, sem que este tivesse diminuída sua autoridade, em um sistema espelhado no parlamentarismo britânico.

## Parlamentarismos britânico e brasileiro
A hierarquia do parlamentarismo clássico e do parlamentarismo brasileiro eram invertidas, daí o nome "parlamentarismo às avessas".
No Reino Unido, a Coroa, baseada na maioria do parlamento e em quem eles aconselham, escolhe o primeiro-ministro. Em seguida, o parlamento aprova ou não essa decisão. Ele será o chefe de governo do país, dirigindo e administrando o Reino Unido. Embora nomeado pelo monarca, levando em consideração a composição do Legislativo, o primeiro-ministro deve prestar contas de suas ações somente ao parlamento, que, se considerar necessário, pode destituí-lo do cargo.
No parlamentarismo brasileiro, o monarca aguardava as eleições legislativas e escolhia o Presidente do Conselho dentro do partido que tivesse a maioria no parlamento. Porém, de acordo com a Constituição de 1824, ele não era obrigado a proceder dessa forma, podendo escolher qualquer político, de qualquer partido, para o cargo. Por isso, via de regra, o nome do chefe de governo era escolhido ou indicado antes das eleições, cabendo a ele organizar o pleito. Como o sistema eleitoral era amplamente baseado em fraudes e na  influência de chefes políticos locais, o partido no poder geralmente conseguia a maioria na Câmara, confirmando a escolha do Imperador e mantendo a alternância fictícia do poder.